# アンディ・ルービン
アンディ・ルービン（Andy Rubin、1963年 - ）は、携帯電話用オペレーティングシステムの開発会社Android社を創業したアメリカの技術者、経営者。Googleにて技術部門担当副社長を務めた後、退職。ハードウェア系スタートアップの支援事業をスタートする予定。

## キャリア

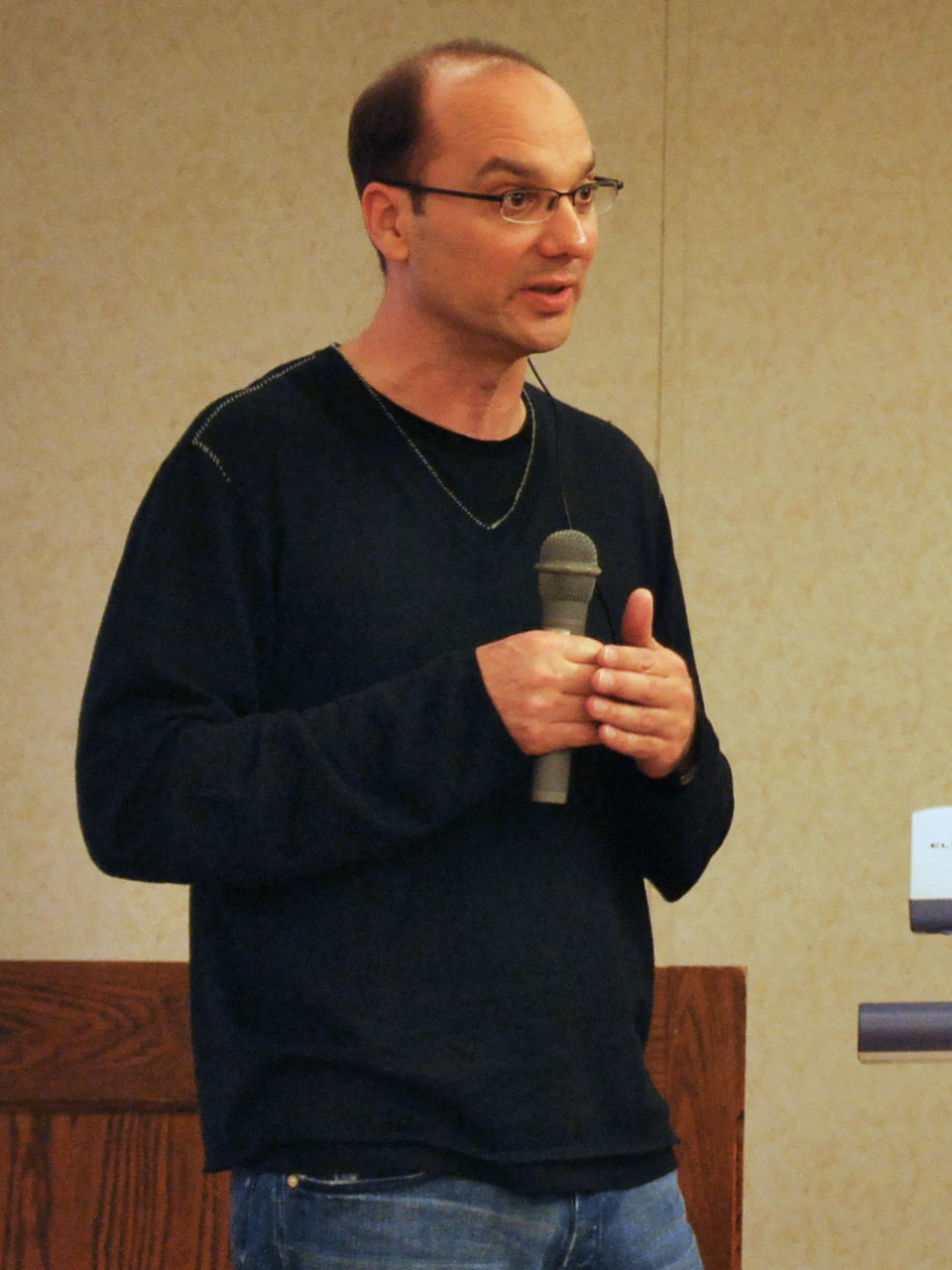
2008 Google Developer Day in Japan にて

光学機器メーカーであるカールツァイスでキャリアをスタートさせた彼は、1989年、Appleに入社し、通信技術関連のエンジニアとしてモデムの設計などに携わる。Appleの子会社として1990年にスタートしたGeneral Magicへ1992年に移籍し、携帯端末のインターフェースやオペレーティングシステムMagic Capの開発に携わる。（1994年、彼が担当したモトローラ製端末Envoyがリリースされた。）1995年、その年に設立されたWebTVへと移る。（その後WebTVはマイクロソフトによって買収される）
さらに数年後にはDanger社を設立し、社長兼最高経営責任者となる。そこで彼はスマートフォンの先駆けとなるSidekickという端末を、T-Mobileよりリリースする。（後にDangerもマイクロソフトによって買収）
2003年10月にはAndroid社を設立。ハードウェアではなく、携帯端末向けオペレーティングシステムの開発を中心とする。「誰でも使えるスマートフォン用OSを開発し、メーカーに無償提供する」というアイデアを元に世界の携帯電話端末メーカーにプレゼンテーションを行ったが、最終的にAndroid社はGoogleによって買収された。
Googleでは、Android プラットフォームの責任者として、製品戦略及び開発全般を担当。その功績などから、よく「Androidの父」と呼ばれている。
2014年、部下の女性への性的暴行がGoogle社内で発覚し（一度反論したがツイートは削除）、巨額の口止め料で退職（実質的な解雇）させられた。
ルービンは2015年11月9日に通信機器メーカーの「Essential Products Inc.」を設立したが、同社から発売されたものはスマートフォンの「Essential Phone」とその周辺機器に留まり、2020年2月12日にEssential Productsの閉鎖が発表された。